# 598
Năm 598 trong lịch Julius.